# 新中镇 (德阳市)
新中镇，是中华人民共和国四川省德阳市旌阳区下辖的一个乡镇级行政单位。

## 行政区划
新中镇下辖以下地区：
镇社区、白河村、马鞍山村、尖山村、龙居村、茶店村和桂花村。